# Sankt Peter (Arosa)
Sankt Peter (toponimo tedesco) è una frazione di 168 abitanti del comune svizzero di Arosa, nella regione Plessur (Canton Grigioni).

## Storia

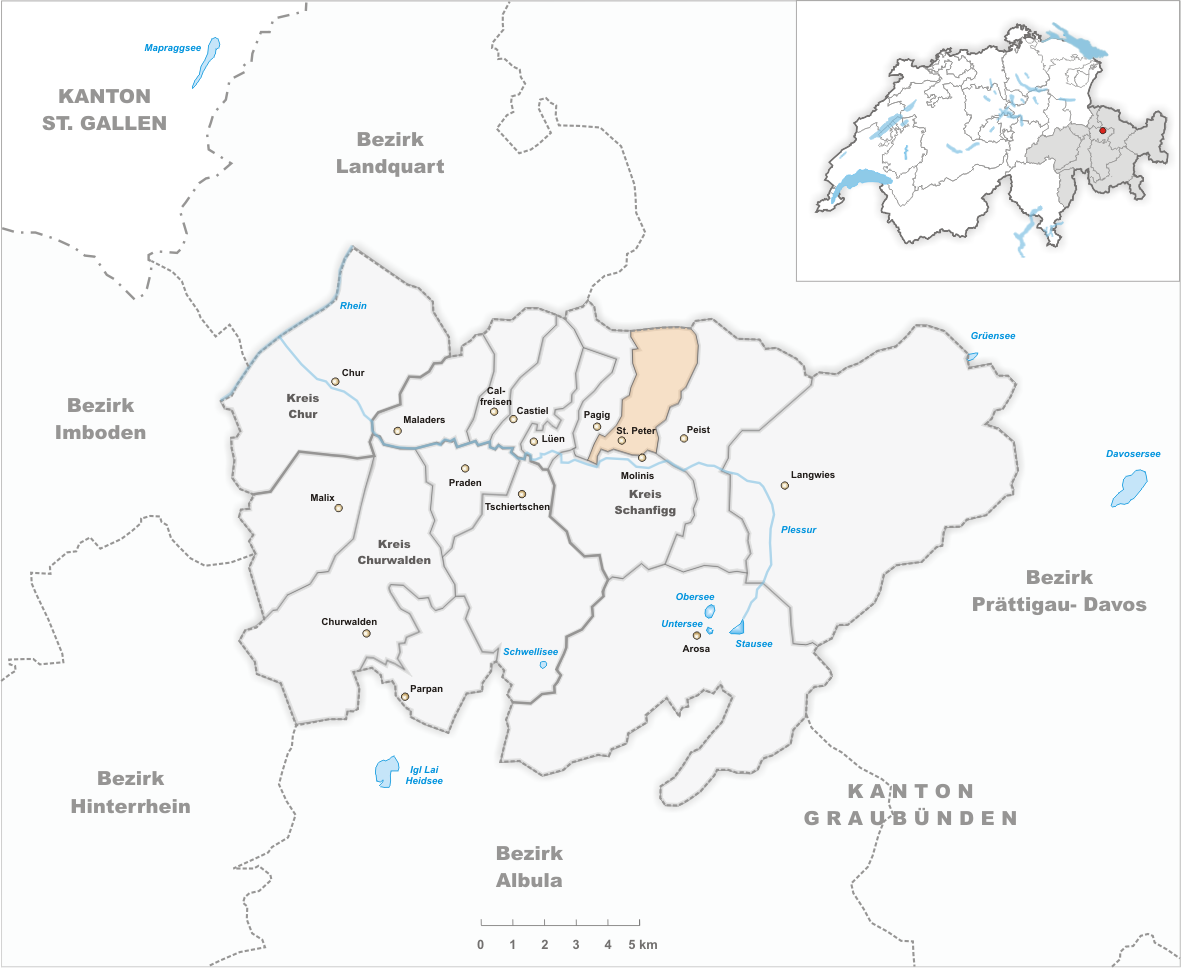
Il territorio del comune di Sankt Peter prima degli accorpamenti comunali del 2008

Già comune autonomo che si estendeva per 6,90 km², il 1º gennaio 2008 è stato accorpato all'altro comune soppresso di Pagig per formare il nuovo comune di Sankt Peter-Pagig, il quale a sua volta il 1º gennaio 2013 è stato accorpato al comune di Arosa assieme agli altri comuni soppressi di Calfreisen, Castiel, Langwies, Lüen, Molinis e Peist.

## Monumenti e oggetti d'interesse
- Chiesa riformata di San Pietro, attestata dall'831[1].

## Società

### Evoluzione demografica
L'evoluzione demografica è riportata nella seguente tabella:
Abitanti censiti

### Lingue e dialetti
Già paese di lingua romancia, è stato completamente germanizzato nel XVI secolo.

## Infrastrutture e trasporti

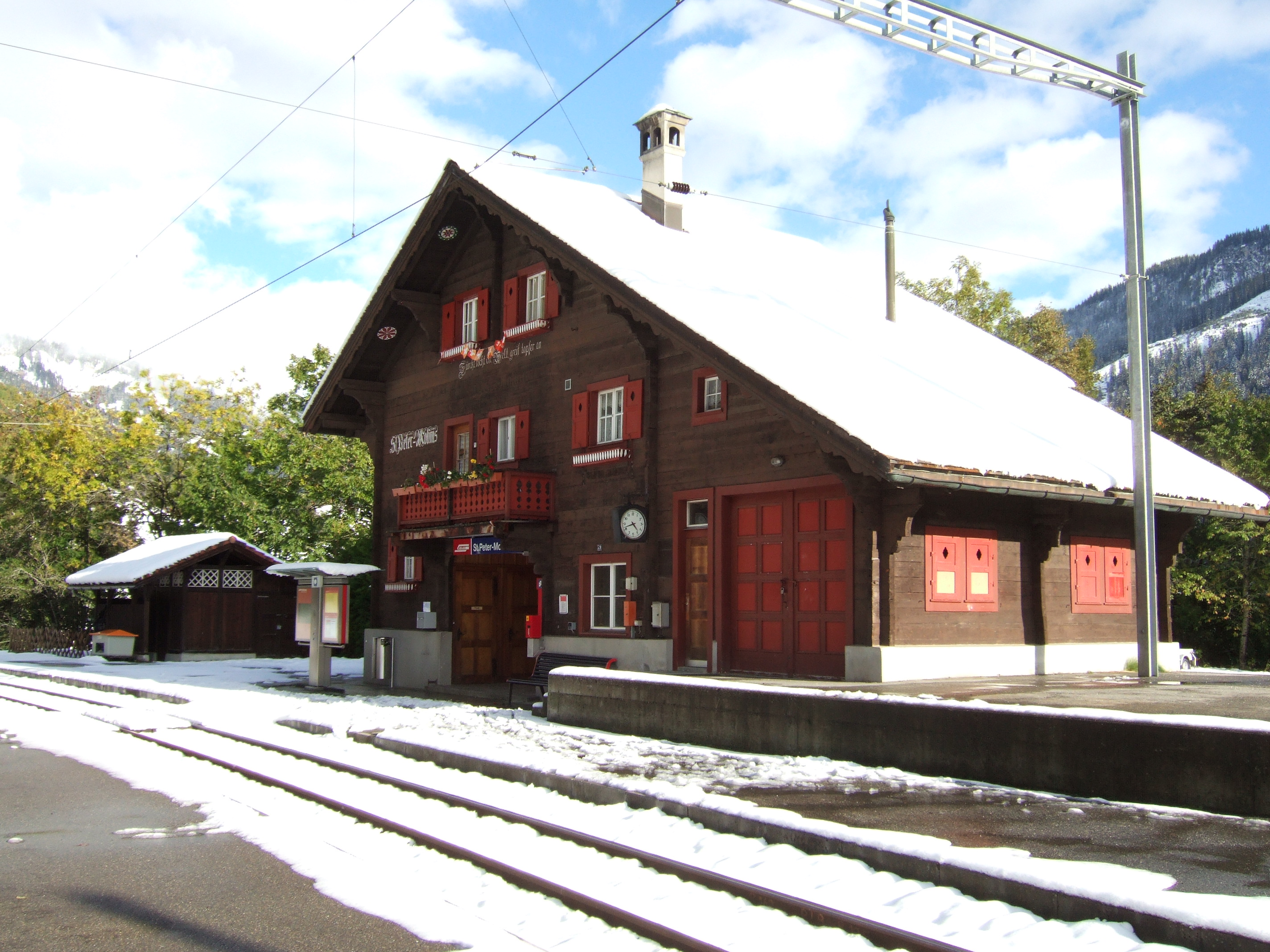
La stazione di Sankt Peter-Molinis

Sankt Peter è servito dalla stazione di Sankt Peter-Molinis della Ferrovia Retica, sulla linea Coira-Arosa.